# Venus Awards 2010

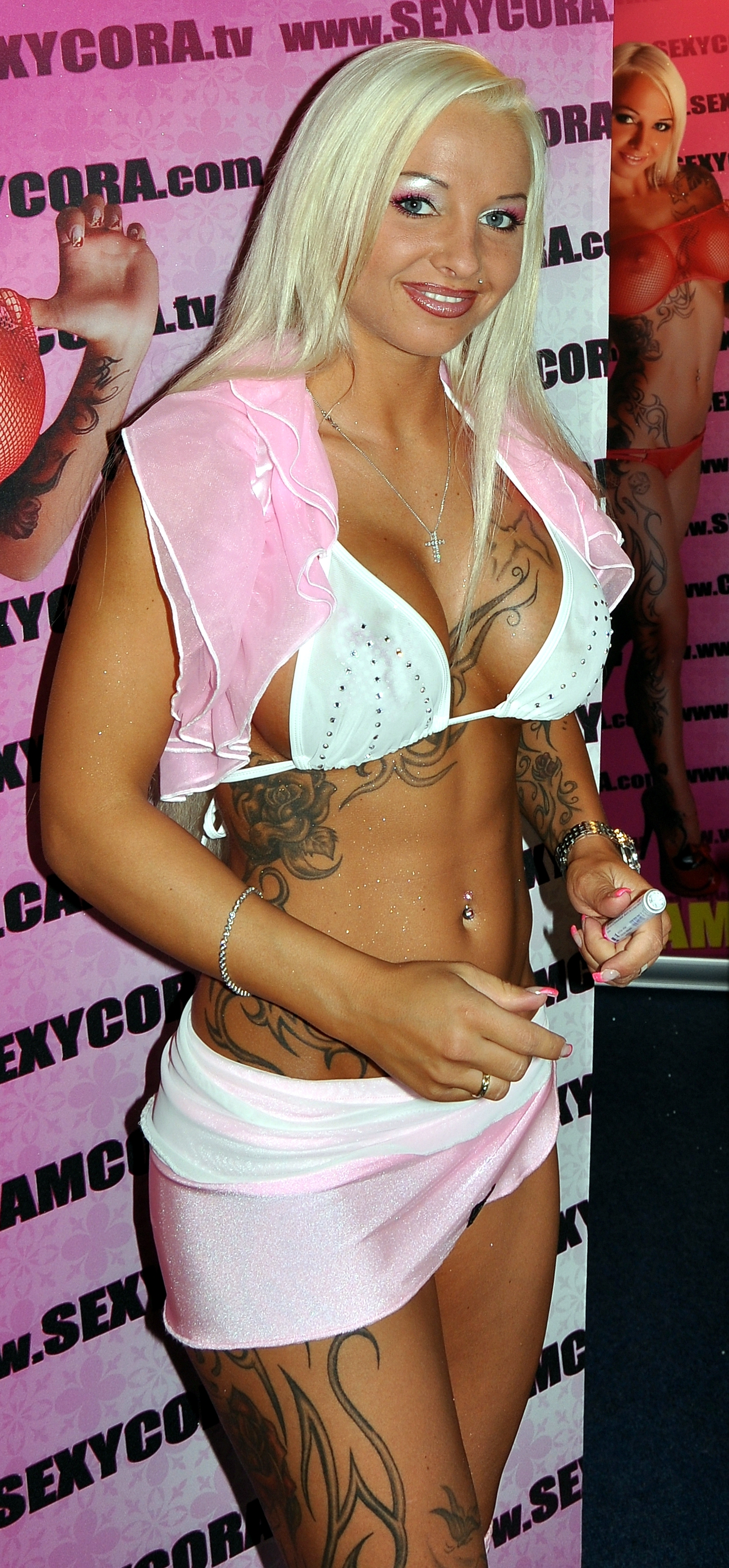
Sexy Cora bei den Venus Awards 2010 in Berlin

Die Venus Awards 2010 fanden am 21. Oktober 2010 im Berliner Wintergarten Varieté statt. Insgesamt wurde der Preis in 48 Kategorien vergeben. Die Moderation übernahm die ehemalige DSDS-Kandidatin Annemarie Eilfeld.

## Preisträger
- Best Magazine (Germany) – Happy Weekend
- Best Erotic Retail Store (Germany) – Ego Erotikfachmarkt
- Best Redlight Portal Germany – Berlinintim.de
- Best European Erotic Online Offer Europa – MoMo-net.com
- Best Web Innovation International – Amateurflatrate.com / DBM
- Best Adult TV Channel Germany – Hustler TV Deutschland
- Best VoD Offer Germany – Erotic-Lounge.com
- Best Webcam Girl International – Gina / goldmodels.de u. Livestrip.com
- Best Director International – Allegro Swing / EROTIC PLANET
- Best Newcomer Company International – Parliament / CZ
- Best Manga Series International – Trimax
- Best Video Series Germany – Magma swingt / Magmafilm
- Best Newcomer Europe – Victoria Risi / Pink O & Goldlight
- Best Actress Europa – Roberta Gemma / Goldlight
- Erotic Fetish Lifestyle Magazine – PO Magazin
- Best Mobile Entertainment Company – pinksim! by Pink Adventure AG
- Special Jury Award (Feature Movie with Celebrity Star) – Cindy in Heat / Paradise
- Best Online Distribution System (Germany) – Partnercash
- Best Internet Portal Germany – Fundorado.de
- Best Website Amateur Germany – MyDirtyHobby.com
- Best Movie Germany – Die Viper / Goldlight
- Best Movie Europa – Lethal Body ATV Group
- Special Jury Award – Sofia Gucci / ATV Group
- Best Video Series Europe – Russian Institute / Marc Dorcel
- Best Video Series International – Titus on Tour/Erotic Planet
- Best Amateur Actress Germany – Sexy Cora
- Best Newcomer International – Jade Laroche / Marc Dorcel
- Best Actress International – Kayden Kross / Digital Playground
- Best Toy Series International – Sexy Cora Toys / Orion
- Best VoD Offer Europa – DORCEL TVoD and SVoD platform
- Best HD Offer International – Erotic-Lounge.com
- Special Jury Award Fair Management X-Show Moskau
- Special Jury Award Internet Business EUROWEBTAINMENT by Gunnar Steeger
- Special Jury Award Innovation Mobile Mydirtymobile.com
- Best VoD Offer International – Sapphire Media International B.V.
- Best Adult TV Channel Europa – Dorcel TV
- Best Adult TV Channel International – Hustler TV
- Video Provider of the Year Germany – EROTIC PLANET
- Best Movie International Body Heat / Digital Playground
- Best Actress Germany Vivian Schmitt / Videorama
- Best HD TV Channel Penthouse HD
- Special Jury Award European Film and Video Cooperation – GOLDLIGHT
- Special Jury Award Movie and Film – This Ain’t Avatar XXX / Hustler
- Special Jury Award Movie (Internet) – Innovation Saboom / Partnercash
- Company of the Year -Penthouse DVD+Accessoires + Apparels+Magazines
- Movie Innovation of the Year – Marc Dorcel / Dorcel
- Business woman of the Year – Nicole Kleinhenz / Webmido GmbH
- Best Soft VoD Site – Erotic-Lounge.com
- Best Erotic Blog – Erotic Lounge Blog